# Rio Dereaua
O Rio Dereaua é um rio da Romênia, afluente do Mar Negro, localizado no distrito de Constanţa.